# Birira
Birira ist eine von vier Zellen (Verwaltungseinheiten 4. Ebene) im Sektor Kimonyi des Distrikts Musanze in der Nordprovinz von Ruanda. Sie liegt auf einer Höhe von etwa 1850 m. Nachbarzellen sind im Nordwesten Kivumu, im Norden Rwambogo, im Nordosten Ruhengeri, im Südosten Songa, im Süden Buramira und im Westen Gakingo. An der Nordwestseite an der Grenze zur Zelle Kivumu liegt Birira an der asphaltierten Nationalstraße 2.